# لا خیسا
لا خیسا (به اسپانیایی: La Joyosa) یک دهستان در اسپانیا است که در استان ساراگوسا واقع شده‌است. لا خیسا ۶ کیلومتر مربع مساحت و ۶۰۹ نفر جمعیت دارد.